# Ration Bored
Ration Bored (em português: O Afanador de Gasolina ou O Bandido da Gasolina na dublagem da Dublasom Guanabara) é o nono curta de desenho animado da série Woody Woodpecker. Lançado no cinema em 26 de julho de 1943, o filme foi produzido pela Walter Lantz Productions e distribuído pela Universal Pictures. 

## Enredo
Enquanto dirigia seu carro, Pica-Pau vê uma placa que diz: "Economize gasolina e pneus. Esta viagem é realmente necessária? " Pica-Pau se refere a si mesmo como um "mal necessário", ao mesmo tempo que muda sua aparência para uma versão diabólica de si mesmo, com olhos perturbados e acelera na estrada depois de voltar a mudar. Ao subir uma colina, ele fica sem gasolina e desce para o posto de gasolina abaixo. 
O atendente do posto pede para ver o livro "ABC" de Pica-Pau (veja abaixo), e Pica-Pau  entrega a ele um livro de alfabeto. Insultado, o atendente pega um martelo e bate no carro de Pica-Pau em um pátio de salvamento. Pica-Pau decide roubar gasolina dos veículos destruídos no estacionamento, e tira o gás de um carro da polícia estacionado. 
Um policial persegue Pica-Pau até que a ave acaba colidindo com uma grande unidade de armazenamento de gasolina que explode, matando os dois. 
No céu, o policial deixa o "Wing Rationing Board" com um pequeno par de asas. Ele começa a perseguir Pica-Pau novamente quando percebe que as asas que Pica-Pau recebeu são muito maiores.

## Elenco

### Versão Original
- Kent Rogers - Pica-Pau / Frentista / Policial (voz)

#### Versão Brasileira
Dublasom Guanabara
- Pica-Pau: Luís Manuel
- Frentista: ?
- Policial: ?

BKS
- Pica-Pau: Garcia Júnior
- Frentista: José Soares
- Policial: ?

## Aparência de Woody
Walter Lantz havia sido criticado desde o início que a aparência extravagante de Woody era prejudicial ao apelo da estrela em ascensão. A adição de luvas brancas nas mãos de Woody (como as de Mickey Mouse e Bugs Bunny ) marcou a primeira tentativa notável de dar ao Pica-Pau um design de personagem mais simplificado. No filme a seguir, O Barbeiro de Sevilha, a aparência de Pica-Pau seria completamente reformada, fazendo de Ration Bored o último filme de Woody Woodpecker que apresentava o design maníaco original.